# Skórzewa
Skórzewa (prononciation [skuˈʐɛva]) est un village de la gmina de Oporów, du powiat de Kutno, dans la voïvodie de Łódź, situé dans le centre de la Pologne.
Il se situe à environ 7 kilomètres au nord-ouest de Oporów (siège de la gmina), 10 kilomètres au nord-est de Kutno (siège du powiat) et 56 kilomètres au nord de Łódź (capitale de la voïvodie).

## Administration
De 1975 à 1998, le village était attaché administrativement à l'ancienne voïvodie de Płock. Depuis 1999, il fait partie de la nouvelle voïvodie de Łódź.